# Mkushi
Mkushi è un centro abitato dello Zambia, parte della Provincia Centrale e capoluogo del distretto omonimo. Amministrativamente è composto da più comuni (ward) suddivisi in due circoscrizioni elettorali (constituency), Mkushi North e Mkushi South.